# Salle d'attente (mixtape)
Albums de Damso
Batterie faible
(2016)
Salle d'attente est la première mixtape du rappeur belge Damso, sorti le 29 août 2014 sous le label EGO, ancien label indépendant.

## Composition
L'album comprend onze titres dont trois bonus et dont deux collaborations, l'une avec MC Léon sur le morceau Truand et la deuxième avec GIL sur Isoler

## Liste des pistes
| No  | Titre                                          | Compositeur(s) | Durée |
| --- | ---------------------------------------------- | -------------- | ----- |
| 1.  | MA PUTAIN                                      | Damso          | 5:04  |
| 2.  | LE TALENT NE SUFFIT PAS                        | Damso          | 2:42  |
| 3.  | BLACK                                          | Damso          | 3:28  |
| 4.  | DEMS                                           | Damso          | 2:50  |
| 5.  | ON N'EST JAMAIS MIEUX COMPRIS QUE PAR SOI-MÊME | Damso          | 3:29  |
| 6.  | BLASÉ                                          | Damso          | 3:35  |
| 7.  | VAGABOND                                       | Damso          | 4:39  |
| 8.  | CINÉASTE                                       | Damso          | 3:18  |
| 9.  | TRAFIC DE WEED (Bonus Track)                   | Damso          | 2:00  |
| 10. | TRUAND (feat. MC Léon) (Bonus Track)           | Damso          | 2:37  |
| 11. | ISOLER (feat. GIL) (Bonus Track)               | Damso          | 3:55  |